# Salts al Campionat del Món de natació de 2017 – per equips
La prova d'equips al Campionat del món de 2017 es va celebrar el 18 de juliol de 2017.

## Resultats
La final es va iniciar a les 18:30.
| Posició | Nacionalitat   | Saltadors                          | Punts  |
| ------- | -------------- | ---------------------------------- | ------ |
| 1       | França         | Laura Marino Matthieu Rosset       | 406.40 |
| 2       | Mèxic          | Viviana del Angel Rommel Pacheco   | 402.35 |
| 3       | Estats Units   | Krysta Palmer David Dinsmore       | 395.90 |
| 4       | Alemanya       | Maria Kurjo Patrick Hausding       | 379.55 |
| 5       | Malàisia       | Ahmad Azman Leong Mun Yee          | 356.75 |
| 6       | Xina           | Chen Yiwen Qiu Bo                  | 355.15 |
| 7       | Colòmbia       | Carolina Murillo Sebastián Villa   | 354.90 |
| 8       | Veneçuela      | María Betancourt Jesús Liranzo     | 349.75 |
| 9       | Itàlia         | Giovanni Tocci Noemi Batki         | 342.90 |
| 10      | Corea del Nord | Kim Un-hyang Ri Hyon-ju            | 341.20 |
| 11      | Rússia         | Yulia Timoshinina Evgeny Kuznetsov | 335.60 |
| 12      | Austràlia      | Melissa Wu Matthew Carter          | 325.35 |
| 13      | Regne Unit     | Robyn Birch Daniel Goodfellow      | 303.15 |
| 14      | Singapur       | Lim Shen-Yan Freida Jonathan Chan  | 302.85 |
| 15      | Països Baixos  | Joey van Etten Celine van Duijn    | 299.40 |
| 16      | Belarús        | Alena Khamulkina Vadim Kaptur      | 290.50 |
| 17      | Egipte         | Mohab Mohymen Maha Abdelsalam      | 284.20 |
| 18      | Ucraïna        | Anastasiia Nedobiha Oleh Kolodiy   | 284.20 |
| 19      | Romania        | Anca Serb Aurelian Dragomir        | 250.60 |